# Jonathan Galloway
Jonathan Galloway (Brentwood, 19 giugno 1996) è un cestista statunitense.

## Palmarès
- Coppa di Danimarca: 1

Bakken Bears: 2020
- Coppa di Lega svizzera: 1

Massagno: 2023